# Балтійська нафтогазоносна область
Балтійська нафтогазоносна область — охоплює Литву, Латвію, Калінінградську область РФ, північно-східну частину Польщі, а також акваторії Центральної і Південної Балтики (шельфи Латвії, Литви, Польщі і Швеції). Перше родовище нафти відкрите в 1968 р.

## Характеристика
Площа понад 170 тис. км². З них акваторій близько 70 тис. км². Б.н.о. приурочена до Балтійської синеклізи Східно-Європейської платформи. Підмурівок синеклізи архей-середньопротерозойський, гетерогенний. Платформений чохол представлений комплексами теригенних, карбонатних і галогенних, континентальних і мор. відкладів венду-ниж. кембрію, сер. кембрію-ниж. девону, сер. девону-ниж. карбону, верх. пермі-мезозой-кайнозою. Продуктивні відклади сер. кембрію на глиб. 1,1-2,7 км. Поклади нафти пластові склепінчасті і тектонічно екрановані. Нафти малосірчисті, малосмолисті з невисоким змістом парафіну, густина 810—860 кг/м³.